# Fuentes de Béjar
Fuentes de Béjar è un comune spagnolo di 259 abitanti situato nella comunità autonoma di Castiglia e León.